# Ácido caprílico
O ácido caprílico é o nome usual dado ao ácido graxo de cadeia normal aberta homogênea formada por oito carbonos, também conhecido como ácido octanóico. É encontrado em sua forma natural nos coqueiros e no leite materno. Consiste num líquido oleoso, de gosto desagradável e rançoso, e que é pouco solúvel em água. Possui a fórmula química CH3(CH2)6COOH.
O ácido caprílico é usado comercialmente na produção de ésteres usados em perfumaria e também na fabricação de corantes. Também é conhecido por suas propriedades antifungo, e é bastante recomendado por dermatologistas no tratamento de candidíase. É utilizado ainda no tratamento de algumas bactérias infecciosas.